# Jan Drda

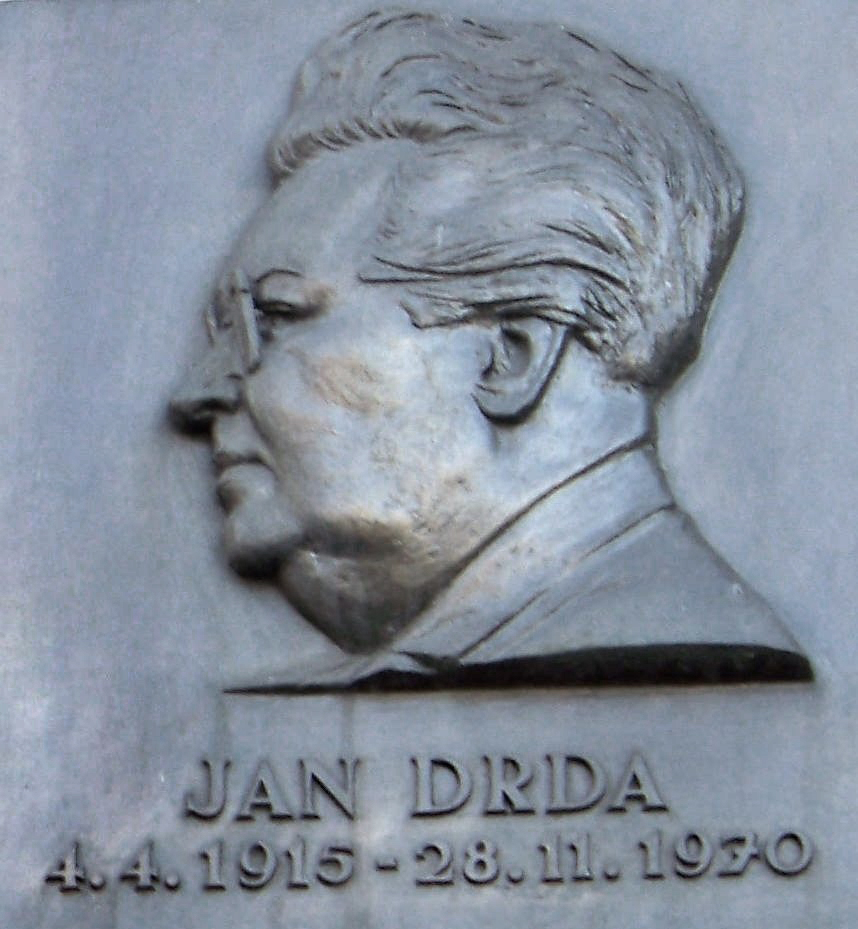
Jan Drda

Jan Drda (* 4. April 1915 in Příbram; † 28. November 1970 in Dobříš) war ein tschechischer Prosaist und Dramatiker.

## Lebenslauf
Jan Drda wurde am 4. April 1915 im mittelböhmischen Příbram als Sohn eines Metallarbeiters geboren. 1921 verlor er die Mutter, die bei der Geburt des zweiten Kindes starb. Sein Vater fing nach der zweiten gescheiterten Ehe zu trinken an und verließ die Kinder. Jan Drda und seine Schwester Marie wurden vom Großvater großgezogen. Ursprünglich sollte er eine Lehre als Klempner aufnehmen, seine Großmutter setzte jedoch durch, dass er das Gymnasium in Příbram besuchte. 1934 legte er das Abitur ab und begann mit dem Studium der Philosophie an der Prager Karlsuniversität, welches er jedoch nicht beendete.
Von klein auf schrieb er Erzählungen für ein kleines Theater. Ab 1932 verfasste er zudem Beiträge für Zeitungen und Zeitschriften. Sein Erstlingswerk, den Roman Městečko na dlani (Stadt auf der Handfläche), veröffentlichte er im Alter von 25 Jahren. In den Jahren 1937 bis 1942 war er Redakteur der Lidové noviny (Volkszeitung), für die er Feuilletons und Reportagen schrieb. Nach dem Ende des Zweiten Weltkrieges wechselte er zu Svobodné noviny (Freiheitliche Zeitung), später zur Tageszeitung Práce (Arbeit). Er kehrte 1948 als Chefredakteur zur Volkszeitung zurück.
1945 trat er der kommunistischen Partei KSČ bei. Er bekleidete wichtige kulturelle und politische Funktionen, unter anderem war er von 1948 bis 1960 als Abgeordneter im Parlament vertreten. 1956 wurde er Vorsitzender des Verbandes tschechischer Schriftsteller.
Bedeutend war auch seine Arbeit für den Film, hier schrieb er einige Drehbücher. Am Ende seines Lebens war er Chefredakteur der Wochenzeitung Svět práce (Welt der Arbeit), die er 1968 selbst gegründet hatte. Da er die Invasion des Warschauer Paktes in die Tschechoslowakei verurteilte, wurde er 1969 entlassen.

## Werke

### Prosa
- Městečko na dlani (Das Städtchen auf der Handfläche), Bildliche Darstellung des Städtchens Rukapáň (in Wirklichkeit Geburtsstadt Příbram) direkt vor dem Ersten Weltkrieg, traurige und fröhliche Erlebnisse und Schicksale der einzelnen Bewohner.
- Živá voda (Lebendiges Wasser), 1942 – Roman über das künstlerische Leben eines Landjungen direkt nach dem Weltkrieg.
- Putování Petra Sedmilháře (Die Wanderung des Peter Sedmilhar), – Roman, das Schicksal eines unehelichen Jungens, jetzt elternlos und auf Wanderschaft, der seinen unbekannten Vater sucht und sich phantastische Geschichten über ihn ausdenkt.
- Svět viděný zpomaloučka (Die Welt langsam gesehen), 1943 – Buchausgabe seiner Beiträge für die Volkszeitung
- Listy z Norimberka (Schreiben aus Nürnberg), 1946 – Feuilletons mit Themen des Nürnberger Prozesses
- Němá barikáda (Die schweigende Barrikade), 1948 – Sammlung von Kriegserzählungen, wohl das bedeutendste Werk des Autors mit den Geschichten Třetí fronta (Die dritte Front), Včelař (Der Imker), Vyšší princip (Das höhere Prinzip), Hlídač dynamitu (Der Wächter des Dynamits), Vesnická historie (Die Dorfgeschichte) u. a.
- Dětství soudruha Stalina (Die Kindheit des Genossen Stalin), 1953 – Lebenslaufabriss über das Leben Stalins bis zu seinem 16. Lebensjahr
- Jednou v máji (Schüsse an der Troja-Brücke), 1958 – Jugendroman über die Verteidigung der Brücke von Troja in den Tagen des Maiaufstandes.

### Dramen
- Magdalenka, 1941 – Einakter
- Romance o Oldřichu a Boženě (Romanze von Oldřich und Božena), 1953 – Arbeiterkomödie über die Liebe eines Mähdrescherfahrers und eines Verbandsmitglieds
- Hrátky s čertem (Spiele mit dem Teufel), 1946 – Komödie in 10 Bildern, verfilmt und als Oper sowie als Puppentheater inszeniert
- Dalskabáty, hříšná ves aneb Zapomenutý čert (Das sündige Dorf oder Der vergessene Teufel), 1960 – satirische Komödie in acht Bildern, ein bekehrter Teufel kann einen als Pfarrer verkleideten Satan enthüllen.

## Filmographie
Drehbuch
- 1956: Spiel mit dem Teufel (Hrátky s čertem)
- 1959: Das höhere Prinzip (Vyšši princip)
- 1959: Gevatter Tod (Dařbuján a Pandrhola)
- 1999: Das teuflische Glück (Z pekla stesti)

Literarische Vorlage
- 1962: Goldener Farn (Zlaté kapradí)
- 1988: Die Prinzessin und der fliegende Schuster (O princezně Jasněnce a létajícím ševci) – tschechischer Märchenfilm

## Hörspiele
- 1988: Der vergessene Teufel – Regie: Karlheinz Liefers (Kinderhörspiel – Rundfunk der DDR)

## In deutscher Sprache publiziert
- Hans im Schlaraffenland und andere Märchen (Originaltitel: České pohádky, übersetzt von V. Kraus, illustriert von Josef Lada). Dausien, Hanau 1985, ISBN 3-7684-3517-2.
- Die stumme Barrikade
- Wasser des Lebens
- Schüsse an der Troja-Brücke
- Die schöne Tortisa
- Das sündige Dorf oder Der vergessene Teufel
- Das Städtchen Gotteshand

## Belege
1. ↑  Karl-Heinz Berger, Kurt Böttcher, Ludwig Hoffmann, Manfred Naumann (Hrsg.): Schauspielführer in drei Bänden. 2. Auflage. Band 3. Henschelverlag, Berlin 1964, S. 450–453.

| Personendaten    | Personendaten                         |
| ---------------- | ------------------------------------- |
| NAME             | Drda, Jan                             |
| KURZBESCHREIBUNG | tschechischer Prosaist und Dramatiker |
| GEBURTSDATUM     | 4. April 1915                         |
| GEBURTSORT       | Příbram                               |
| STERBEDATUM      | 28. November 1970                     |
| STERBEORT        | Dobříš                                |